# Protoita bidentata
Protoita bidentata (лат.) — вид ископаемых мелких наездников из семейства †Protoitidae надсемейства хальцид (Chalcidoidea). Обнаружен в меловом ливанском янтаре (около 130 млн лет). Один из древнейших представителей надсемейства Chalcidoidea.

## Описание
Мелкие перепончатокрылые насекомые (длина 0,855 мм). Усики 14-члениковые. Protoita bidentata — единственный вид рода, известный по самцу, отличается от всех остальных видов рода следующим сочетанием признаков: тело и антенны двуцветные; мандибулярная формула 2:2; булава 3-сегментная; стигмальная жилка переднего крыла отходит под прямым углом к краю крыла; базитарсальный гребень передней лапки отсутствует. Вид был впервые описан в 2023 году группой палеоэнтомологов из Германии, Китая, Ливана и Чехии. Как и другие таксоны из Protoitidae это древнейшие (с возрастом около 130 млн лет) представители надсемейства Chalcidoidea.